# Lampe Pipistrello
La lampe Pipistrello est une création de la designer Gae Aulenti publiée en 1965.
La forme de la lampe s'inspire de la silhouette d'une pipistrelle (chauve-souris, pipistrello en italien). Le socle de la lampe est en métal laqué noir/marron foncé, blanc, rouge bordeaux ou aluminium satiné brossé, selon les modèles et leurs durées de fabrication, surmonté d'un abat-jour translucide en méthacrylate blanc opale fixé sur un bras télescopique à hauteur variable.
Cette lampe est fabriquée par la firme italienne Martinelli Luce, détentrice des droits d'exploitation des plans originaux.
Un exemplaire de cette lampe, un des objets phares du design industriel, est présent dans la collection permanente du MoMA.